# ポリャーネ族 (西)

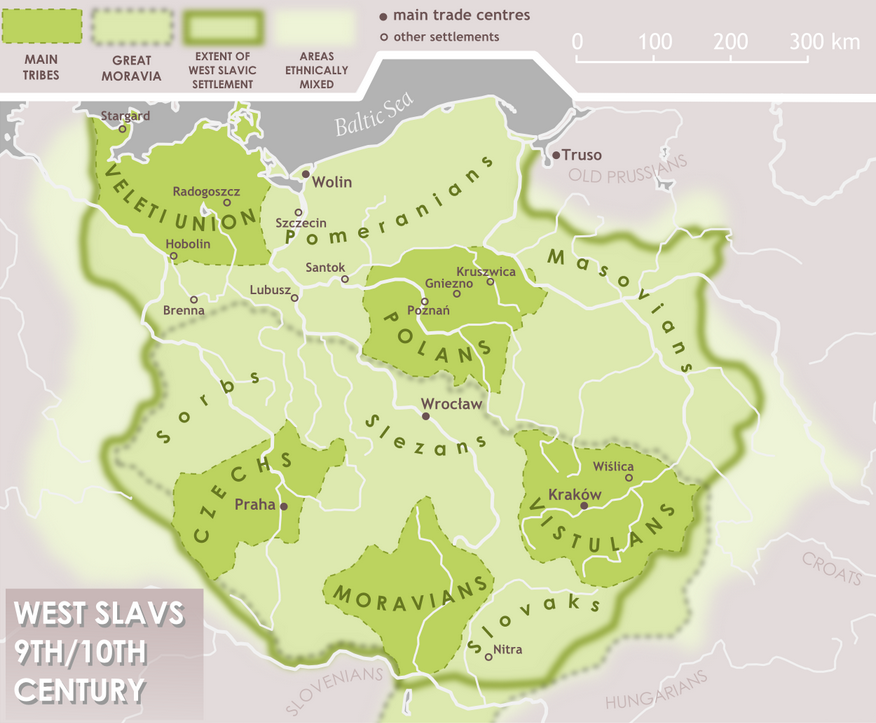
西スラヴ地域におけるポラン族 9・10世紀

ポリャーネ族（ポラン族とも）は8世紀にグレーターポーランド地域のヴァルタ川流域に住んでいた西スラヴ人のことであった。レヒト諸語グループに属する。Polansとは古スラヴ語で平野や平原を意味するpoljeに由来する。PolanesやPolaniansと表記される場合もある。
ポラン族は9世紀にいくつかある西スラヴの集団を統合してピャスト朝に導かれ、ポラン族の由来であるポーランド王国へと発展した。
初期のポラン族の統治者はポピエル（ポピエル朝最後の君主）や車大工のピャスト（ピャスト朝の初代君主）の名前で言及される。歴史的な統治者としてカトリック教会の記録に初出するのはミェシュコ1世で、これはピャスト朝5代目の君主である。彼はマソヴィアを吸収、シレジアとマウォポルスカ地方にあるヴィスワ族の土地を征服することでポーランドの領地を拡大した。
書籍ダゴーメ・イウデックス（「ミェシュコ1世記」、ダゴーメはミェシュコ1世のラテン語での別称）にミェシュコの君主はキヴィータス・シネースゲ（グニェズノ州）であり、国はオーデル川、ルーシ、マウォポルスカ（クラクフ）、バルト海の辺りまで拡大したと書されている。さらなる詳細は、 ポーランド前史やピャスト朝期のポーランドの歴史に書かれている。
考古学では、初期のポラン族の国の基となった4つの主要な砦や街を上げている。
- ギエチ
- ポズナン
- グニェズノ
- オストルフ・レドニツキ - ポズナンとグニェズノの間にある比較的小規模の砦

西ポラン族は、後にキエフ公国に住んでロシアで主な役割を果たしたポリャーネ族とは区別されている。

## ポラニの名を持つ有名人
- ナオミ・ポラニ - イスラエルの舞台芸術監督。
- ピエトロ・ポラニ - 36代ヴェニス総統。